# Linka MCD-4
Linka MCD-4 neboli Kalužsko-Nižegorodskij diametr (rusky Калужско-Нижегородский диаметр) či Čtvrtý diametr je linka Moskevských centrálních diametrů označována zelenou barvou (oficiálně jde o barvu mentolu). Je v provozu od 9. září 2023.
Linka vznikla propojením Kyjevského a Gorkovského směru Moskevské železnice v úseku mezi bývalým městem Železnodorožnyj (dnes se jedná o součást města Balašicha) a Aprelevkou přes centrum Moskvy. Sjednocuje tak čtvrti na jihozápadě a západě Moskvy s čtvrtěmi na východě a přilehlou částí Moskevské oblasti. Měří celkem 86 km a obsluhuje nyní (začátek roku 2024) celkem 36 zastávek (v budoucnu 40), z čehož 15 (v budoucnu 17) umožňuje přestup na metro, Moskevský centrální okruh či na další radiální železniční směry. Celou trasu vlak ujede přibližně za 2 hodiny.
Na této lince jsou doposud využívány pouze 11vozové elektrické soupravy řady EP2D. Ty by během roku 2024 měly být postupně nahrazovány jednotkami Ivolga ve verzi 4.0.
Denně jezdí 56 párů vlaků v intervalu 20 minut. První vlak ze stanice Železnodorožnaja vyjíždí v 5:16, poslední v 0:16; první vlak ze stanice Aprelevka pak v 5:27 a poslední v 23:47. Cestující však za stejný tarif mohou využít i další příměstské spoje, jejichž trasa se částečně s trasou Čtvrtého diametru shoduje, díky čemuž se interval zkracuje po většinu dne do 10 minut. Navíc velká část těchto vlaků v sobě zahrnuje celou trasu diametru nebo jeho velkou část (konečné stanice těchto jsou například Krjokšino, Lesnoj Gorodok či Očakovo, některé z těchto vlaků ze stanice Reutov odbočují do stanice Balašicha. 
Na vedlejší větvi diametru mezi stanicí Solněčnaja a Novoperedělkino taktéž funguje 20minutový takt. V poledních hodinách je však provoz na této větvi přerušen - v čase 11:40 ze stanice Solněčnaja odjíždí vlak, který na zastávku Novoperdělkino přijíždí v 11:45. Následující vlak ze stanice Novoperedělkino pak odjíždí nazpět ve 13:30.
Co se jízdného týče, centrální zóna je mezi stanicemi Reutov a Vnukovo. Při pohybu vně tohoto úseku je uplatněn tarif příměstské zóny.

## Stanice
Na lince jsou obsluhovány následující stanice a zastávky. Kurzívou jsou označeny zastávky či stanice, které jsou ve výstavbě nebo které jsou v rekonstrukci:
Železnodorožnaja – Olgino – Kučino – Saltykovskaja – Nikolskoje – Reutov  – Novogirejevo  – Kuskovo – Čuchlinka  – Nižegorodskaja  – Serp i Molot  – Kurské nádraží  – Ploščaď trjoch vokzalov   – Rižskaja   – Marina Rošča  – Stankolit – Savjolovskaja    – Běloruské nádraží   – Běgovaja  – Jermakova Rošča – Moskva-Siti  – Kutuzovskaja  – Poklonnaja  – Minskaja  – Matvějevskaja – Aminěvskaja  – Očakovo – Měščerskaja – Solněčnaja – Peredělkino – Mičurinec – Vnukovo – Lesnoj Gorodok – Tolstopalcevo – Kokoškino – Sanino – Krjokšino – Poběda - Aprelevka
Čtvrtý diametr v sobě zahrnuje vedlejší větev, které ze stanice Solněčnaja do zastávky Novoperedělkino. Tento úsek v sobě nezahrnuje žádné další zastávky či stanice. 

## Perspektivy
V roce 2024 by měly být zprovozněny zastávky Běgovaja a Rižskaja. Na výstavbu zastávek Stankolit a Jermakova Rošča doposud nebyly vyděleny potřebné finanční prostředky, jejich výstavba se plánuje po roce 2025.
V úseku mezi Kurským nádražím a zastávkou Nižegorodskaja (kde linka MCD-4 prochází paralelně k lince MCD-2) dojde k rekonstrukci trati, při které dojde k výstavbě mostu přes řeku Jauzu a zvýšení počtu kolejí na 8.
Ve vzdálenější perspektivě má být linka prodloužena až do Kalugy, Vladimiru a Ivanova.